# SuperWaba
SuperWaba se compone de una máquina virtual Java (JVM), un conjunto de bibliotecas asociadas y pequeñas herramientas que implementan una subclase de Java, lo cual significa que funciona bajo una Java VM normal o como un applet de navegador.
Está optimizada para su uso en dispositivos con pantallas pequeñas. Es extensible y está publicada bajo la GPL. Los licenciatarios pueden comprar una versión LGPL, que les permite enlazarla con software propietario.
El desarrollo puede realizarse bajo cualquier JDK que soporte Java 1.2 o superior, y es compatible con entornos de desarrollo tales como Eclipse, JBuilder, etc.
Utiliza bytecodes compilados para versiones de Java 1.2 en adelante.
Funciona en las siguientes plataformas:
- Windows CE 3.0 o superior.
- PocketPC - iPAQ, Axim, etc.
- Palm OS 2.0 o superior.
- Palm OS 5 optimizado para procesadores ARM.
- Symbian OS series60 y dispositivos UIQ.
- Linux (Red Hat, Debian, etc).
- Windows 98, Windows 2000, Windows Me, Windows XP.
- Applets Java de navegadores.

El código resultante funciona a un tercio o la mitad de la velocidad de una aplicación C pura en una plataforma Palm, y en una plataforma Windows 32 es aproximadamente tres o cuatro veces más rápida que un compilado JIT Java debido en parte a su implementación para números enteros. El Software Development Kit facilita bibliotecas matemáticas adicionales para aritmética de coma flotante.
Desde la versión 5.0, SuperWaba utiliza la biblioteca SDL para conducir el display, lo que incrementa su portabilidad a muchas otras plataformas.
Aplicaciones y bibliotecas (desde lectores de código de barras barcode a matemáticas complejas) escritas para SuperWaba pueden venderse, pero la mayoría está disponible gratis desde la página web principal. También está disponible un sitio wiki para desarrolladores y usuarios para contribuir al proyecto.
SuperWaba es una evolución del proyecto Waba, el cual fue un precursor independiente de Java ME. Desafortunadamente, éste no portó las VMs para MS-DOS y las versiones Palm OS, lo cual hizo el proyecto Waba original. Afortunadamente, SuperWaba fue persuadida para volver a facilitar un código base multiplataforma.

## Superwaba actualmente TotalCross
Desde 2009 superwaba ha sido descontinuado, siendo su sucesor TotalCross esto lo confirmó el creador Guillermo Campos Hazan, en una entrevista realizada expresa “TotalCross, portanto, nao é apenas um novo SDK, mas sim, principalmente, uma nova maquina virtual, codificada a partir do ZERO absoluto”.